# 445

445(사백사십오)는 444보다 크고 446보다 작은 자연수다.

## 수학
- 합성수로, 그 약수는 1, 5, 89, 445다. 진약수의 합은 95이므로, 445는 부족수다.
  - 136번째 반소수다. 앞의 반소수는 437, 다음 반소수는 446이다.
- 피타고라스 삼조의 빗변의 길이이다.
  - {\displaystyle 84^{2}+437^{2}=445^{2}}[a]
  - {\displaystyle 203^{2}+396^{2}=445^{2}}[b]
- {\displaystyle 445=2^{2}+21^{2}=11^{2}+18^{2}}
  - 서로 다른 두 자연수의 제곱합으로 나타내는 방법이 두 가지인 수다.
- {\displaystyle 445=5^{2}+7^{2}+9^{2}+11^{2}+13^{2}}
  - 연속하는 홀수 5개의 제곱합으로 나타낼 수 있으며, 이 성질을 지닌 앞의 수는 285, 다음 수는 645다.
- {\displaystyle 34^{4}-1}은 445로 나누어떨어진다.

## 과학
- NGC 445(영어판): 고래자리 방향에 있는 렌즈형은하.

## 교통

### 철도
- 수도권 전철 4호선 수리산역의 역번호.

### 도로
- 고속도로 및 국도
  - 아우토반 445호선(영어판, 독일어판): 독일의 고속도로.
  - 일본 445번 국도(일본어판): 구마모토현 구마모토시 주오구에서 히토요시시까지 이어지는 일본의 국도.
- 기타 도로
  - 현도 제445호선

## 군사
- U-445(영어판): 제2차 세계 대전에 사용된 나치 독일의 군용 잠수함.

## 문화유산
- 대한민국의 보물 제445호: 양양 선림원지 석등
- 대한민국의 사적 제445호: 충주 숭선사지

## 방송
- KT HCN의 중국 국제 방송인 CGTN 채널 번호.

## 기타
- 연도: 445년, 기원전 445년